# Tim Payne (Rugbyspieler)
Timothy Adam North „Tim“ Payne (* 29. April 1979 in Swindon) ist ein englischer Rugby-Union-Spieler. Er spielt als Pfeiler für die englische Nationalmannschaft und den Wasps RFC.
Payne kam im Jahr 2003 zu den Wasps, zuvor hatte er für die Bristol Shoguns und den Cardiff RFC gespielt. 2004 und 2005 konnte er die englische Meisterschaft gewinnen. Zudem siegten die Wasps auch im Heineken Cup. Nach dem Finale im Heineken Cup wurde Payne erstmals in die englische Nationalmannschaft für deren Sommertour nach Australien berufen. Es dauerte zwei weitere Jahre, bis er zu seinem zweiten Länderspieleinsatz kam.
In der Saison 2006/07 spielte Payne 26 Mal für die Wasps und wurde bei den Six Nations 2007 für England eingesetzt. Er kam dabei zu zwei Einsätzen bei den abschließenden Spielen gegen Frankreich und Wales. Am Ende der Saison fiel er aufgrund einer Verletzung aus und konnte so nicht am Finale im Heineken Cup teilnehmen, das die Wasps gewinnen konnten. Er fiel auch für die Weltmeisterschaft aus. Bei den Six Nations 2008 kehrte er zurück.
Im Jahr 2009 wurde er nach dem ersten Spiel der British and Irish Lions gegen Südafrika in den Kader aufgenommen, da sein Nationalmannschaftskollege Andrew Sheridan aufgrund von Rückenproblemen nicht hundertprozentig fit war.